# Doxomysis zimmeri
Doxomysis zimmeri är en kräftdjursart som beskrevs av Colosi 1920. Doxomysis zimmeri ingår i släktet Doxomysis och familjen Mysidae. Inga underarter finns listade i Catalogue of Life.